# Diana Ross Presents the Jackson 5
Diana Ross Presents the Jackson 5 es el álbum de estudio debut debanda familiar de soul con sede en Gary,Indiana,The Jackson 5, lanzado en el sello Motown el 12 de diciembre de 1969. El cantante principal de The Jackson Five, un niño preadolescente llamado Michael Jackson (quien más tarde se convirtió en una estrella del pop universalmente reconocida por su cuenta y "El Rey del Pop"), y sus cuatro hermanos mayores, Jackie Jackson, Tito Jackson, Jermaine Jackson y Marlon Jackson, se convirtieron en éxitos del pop a los pocos meses del lanzamiento de este álbum. Diana Ross presenta los Jackson 5El único sencillo, " I Want You Back ", se convirtió en un éxito número uno en el Billboard Hot 100 de EE.UU. A las pocas semanas del lanzamiento del álbum. El álbum alcanzó el número 5 en la lista de álbumes pop de EE.UU . y pasó nueve semanas en el No. 1 on the US R&B/Black Albums chart. 
El título del álbum sugería que la estrella de Motown Diana Ross había descubierto al grupo, al igual que las notas escritas por Ross en la contraportada. El supuesto descubrimiento de Ross de The Jackson Five era, de hecho, parte del plan de marketing y promociones de Motown para The Jackson Five; en realidad puede haber sido el productor de Motown Bobby Taylor quien los descubrió. Joe Jackson, el padre y gerente de los Jackson 5, agradeció a la "encantadora Gladys Knight, (quien) extendió una mano amiga a nuestra familia, llamando a los ejecutivos de Motown y hablándoles para que sacaran tiempo de su horario y reunirse con nosotros. Ella creyó en nosotros antes que los demás. Siempre agradecida con ella. Knight también dijo que llamó la atención de Motown sobre los Jackson 5. A pesar de todo, Ross aceptó el papel que le habían asignado y ayudó a promover el grupo, especialmente preparando al joven Michael Jackson como una estrella.

## Grabación del álbum

### Trabajando con Bobby Taylor
El CEO de Motown, Berry Gordy, llevó al grupo al estudio Hitsville USA de Motown en Detroit, Michigan, y los asignó para trabajar con Bobby Taylor como su productor. Taylor, que había llevado personalmente a los Jackson a Motown, comenzó a tener versiones de portadas de discos de Michael, Jermaine, Jackie, Tito y Marlon de composiciones de soul actuales y pasadas, incluidas muchas en el catálogo de Motown. Se realizaron más de dos docenas de estas grabaciones, incluidas versiones de canciones de The Temptations ("(I Know) I'm Losing You ", "Born to Love You"), Marvin Gaye ("Chained"), Stevie Wonder (" My Cherie Amour "), The Miracles ("Who's Lovin' You ") y The Four Tops (" Standing in the Shadows of Love "). Entre las versiones que no son de Motown se hicieron versiones de " Stand ! ", "Can You Remember" de Delfonics y " Zip-a-Dee-Doo-Dah " de la película de Walt Disney Song of the South. Los Jackson 5 también volvieron a grabar "You've Changed", una canción que grabado por primera vez en 1967, que se lanzó en la cara B de su primer sencillo local Big Boy para el sello Steeltown antes de unirse a la lista de Motown.
Todas las canciones que Taylor grabó con los Jackson 5 durante estas sesiones de verano de 1969 se mantuvieron cerca del sonido R&B/soul tradicional del grupo, un sonido algo menos consciente del pop que el característico "Motown Sound" de Motown. De estas grabaciones, la más famosa se convirtió en la versión de "Who's Lovin' You", con Michael Jackson volviendo a presentar la súplica a menudo cubierta de Smokey Robinson por el regreso de un amante desaparecido. La versión de la canción de The Jackson Five suplantó a la original de Miracles como la grabación definitiva de la canción, y muchas de las versiones futuras de la canción (por ejemplo, la versión de En Vogue al comienzo de su sencillo de 1990 "Hold On"). , se basan en esta versión.[cita requerida]
Los Jackson 5 grabaron una serie de canciones con Bobby Taylor durante estas sesiones de verano de 1969 que permanecieron en la bóveda de Motown durante varios años, incluidas versiones de "A Fool for You" de Ray Charles, " Reach Out, I'll Be There ", "It's Your Thing" de The Isley Brothers y una versión de "Oh, I've Been Blessed" de Bobby Taylor. Estas grabaciones aparecerían en varias compilaciones de Jackson 5, ¡y prácticamente todas ellas se incluyeron en la caja Soulsation!.[cita requerida]

### La participación de The Corporation
En agosto de 1969, Berry Gordy decidió asumir un papel más directo en la carrera de los Jackson 5. Hizo que los Jackson y su padre, Joseph , se mudaran de Detroit a Los Ángeles, California, donde Gordy tenía un estudio satélite (la operación Motown se mudaría a Los Ángeles en 1972). Taylor siguió al grupo y continuó trabajando en las versiones.
Durante este período, Gordy se encontró con "I Want to Be Free", una composición escrita por los productores de Motown de la costa oeste Freddie Perren, Alphonzo Mizell y Deke Richards para Gladys Knight. Al principio, Gordy quería que los tres productores grabaran la canción con Diana Ross, pero pronto decidió darle a la canción "the Frankie Lymon treatment"  y grabarla con los Jackson 5. Richards, Mizell y Perren comenzaron a re- trabajando en la canción, y Gordy y Taylor también se involucraron en el proceso de revisión. El resultado fue "I Want You Back", que se convirtió en el primer sencillo de Motown de Jackson 5 y la primera de cuatro canciones de Jackson 5 que llegaron al número uno en la lista Billboard Hot 100 en 1970.
"I Want You Back" se convirtió en el modelo para futuras grabaciones de The Jackson Five: ahora había menos énfasis en el soul tradicional y elementos más destacados de la música pop doo-wop y bubblegum . De hecho, el departamento de publicidad de Motown apodó el sonido de los Jackson 5 como "bubblegum soul".
Gordy, Richards, Mizell y Perren también contribuyeron con la pista del álbum "Nobody" a Diana Ross Presents the Jackson 5; Taylor quedó fuera, aunque más tarde realizó un trabajo de producción no acreditado en el segundo álbum de The Jackson 5, ABC y sus sencillos. Todas las canciones producidas y escritas por Gordy, Richards, Mizell y Perren se anunciaron bajo el nombre de " The Corporation ", un grupo que Gordy formó para manejar futuras grabaciones de Jackson 5 para evitar que se repitieran los problemas que surgieron cuando los ex compositores de Motown/ Los productores Holland-Dozier-Holland eran conocidos por su nombre y se hicieron tan famosos como los artistas para los que producían.

## Lista de canciones
Todas las canciones producidas por Bobby Taylor excepto "Nobody" y "I Want You Back", producidas por The Corporation.

| Side A |                                                        |                                                                                 |          |  |
| N.º    | Título                                                 | Singers                                                                         | Duración |  |
| 1.     | «Zip-a-Dee-Doo-Dah» (recorded May 1969)                | Michael Jackson, Tito Jackson                                                   | 3:18     |  |
| 2.     | «Nobody» (recorded August 1969)                        | Michael Jackson, Jermaine Jackson                                               | 2:54     |  |
| 3.     | «I Want You Back» (recorded August 1969)               | Michael Jackson, Jermaine Jackson, Jackie Jackson, Tito Jackson, Marlon Jackson | 3:04     |  |
| 4.     | «Can You Remember» (recorded July 10 & 15, 1969)       | Michael Jackson, Jermaine Jackson                                               | 3:10     |  |
| 5.     | «Standing in the Shadows of Love» (recorded June 1969) | Michael Jackson, Jermaine Jackson, Tito Jackson                                 | 4:06     |  |
| 6.     | «You've Changed» (recorded July 19 & 29, 1969)         | Michael Jackson                                                                 | 3:16     |  |

| Side B |                                                      |                                                   |          |  |
| N.º    | Título                                               | Singers                                           | Duración |  |
| 1.     | «My Cherie Amour» (recorded July 1969)               | Jermaine Jackson                                  | 3:44     |  |
| 2.     | «Who's Lovin' You» (recorded July 19, 24 & 29, 1969) | Michael Jackson                                   | 4:06     |  |
| 3.     | «Chained» (recorded August 1969)                     | Michael Jackson, Jermaine Jackson                 | 2:54     |  |
| 4.     | «(I Know) I'm Losing You» (recorded July 1969)       | Jermaine Jackson                                  | 2:16     |  |
| 5.     | «Stand!» (recorded May 17, 1969)                     | Michael Jackson, Marlon Jackson, Jermaine Jackson | 2:30     |  |
| 6.     | «Born to Love You» (recorded June 1969)              | Michael Jackson, Jermaine Jackson                 | 2:38     |  |

- Aunque " Reach Out, I'll Be There " se consideró originalmente para su inclusión en el álbum y aparece en la parte posterior de las primeras ediciones, [9] fue reemplazada por "Born to Love You". ¡Fue lanzado en 1995 en la caja Soulsation!.

### Sesiones de grabación
Las canciones del álbum se grabaron entre mayo y agosto de 1969.
Otras pistas tomadas de sus sesiones incluyen:
- "I'll Tell You How"
- "Oh, I've Been Bless'd]]"
- "To Sir, with Love]]"
- "I'm Your Sunny One]]"
- "After You Leave Girl]]"
- "You've Really Got a Hold on Me"
- "It's Your Thing"
- "Since I Lost My Baby"

### Relanzamiento
En 2001, Motown Records remasterizó todos los álbumes de Jackson 5 en una serie de "Dos álbumes clásicos / Un CD", como lo habían hecho anteriormente a fines de la década de 1980. Diana Ross Presents the Jackson 5 se emparejó con ABC. Se incluyó una pista adicional en una versión de " Oh, I've Been Bless'd " de Bobby Taylor , una canción que también se lanzó en el raro álbum de tomas descartadas de 1979 Boogie.

## Personal

### Técnico
- David Blumberg, David Van DePitte , Paul Riser , The Corporation – arreglos
- Curtis McNair - dirección de arte
- Ken Kim - obra de arte, diseño
- Jim Hendin - fotografía de portada

## Gráficos

### Gráficos semanales
| Chart (1969)                          | Peak position |
| ------------------------------------- | ------------- |
| Australian Albums (Kent Music Report) | 17            |
| Canadian Albums (RPM)                 | 10            |
| UK Albums (OCC)                       | 16            |
| US Billboard 200                      | 5             |

### Gráficos de fin de año
| Chart (1970)                   | Rank |
| ------------------------------ | ---- |
| U.S. Billboard Pop Albums      | 40   |
| U.S. Billboard Top Soul Albums | 7    |